# محمدفاضل جمالی
دکتر محمدفاضل جمالی(زاده ۱۲۸۲ شمسی – درگذشته ۱۳۷۶ شمسی) سیاست‌مداری اهل عراق بود که به عنوان نخست‌وزیر پادشاهی عراق خدمت کرد.

## زندگی‌نامه
دکتر فاضل جمالی در سال ۱۹۰۳ در کاظمین متولد شد. وی در آمریکا دکترای امور تربیتی گرفت و مدتی رئیس مجلس عراق و وزیر امور خارجه و همچنین دو بار نخست وزیر عراق شد.
دکتر جمالی کتاب‌های متعددی در زمینه سیاست و امور تربیتی نوشته است.

## درگذشت
او در سن ۹۴ سالگی و در سال ۱۹۹۷ در تونس درگذشت.